# Cerithiopsis althea
Cerithiopsis althea là một loài ốc biển rất nhỏ, là động vật thân mềm chân bụng sống ở biển trong họ Cerithiopsidae. Loài này được William Healey Dall mô tả vào năm 1927.

## mô tả
Chiều dài tối đa của vỏ ốc được ghi nhận là 8,5 mm.

## Môi trường sống
Độ sâu tối thiểu được ghi nhận là 538 m. Độ sâu tối đa được ghi nhận là 538 m.